# Listrocryptus spatulatus
Listrocryptus spatulatus är en stekelart som beskrevs av Brauns 1905. Listrocryptus spatulatus ingår i släktet Listrocryptus och familjen brokparasitsteklar. Inga underarter finns listade i Catalogue of Life.